# Nikša Dobud
Nikša Dobud (Ragusa, 5 agosto 1985) è un ex pallanuotista croato, centroboa del Korcula e campione olimpico con la nazionale croata a Londra 2012.

## Biografia
Nikša Dobud è nato e cresciuto nella cittadina portuale di Ragusa in Croazia, all'epoca parte della Jugoslavia, dove ha studiato alla scuola alberghiera. 
Dobud è sposato dal 2014 con Zrinka Bralić e ha una figlia di nome Niki nata lo stesso anno e un'altra di nome Marta nata nel 2019. Quando non è stato impegnato in vasca Dobud ha partecipato ad alcuni progetti come il documentario di Nova TV Barracudas, incentrato sulla nazionale croata vincitrice della medaglia d'oro alle Olimpiadi del 2012, e ha posato in costume da bagno per la campagna pubblicitaria Croatia Loves Water Polo del 2013 insieme ai suoi compagni di nazionale Ivan Milaković, Josip Pavić e Anđelo Šetka e altri.

## Carriera

### Club
Cresciuto nello Jug Dubrovnik, squadra della sua città natale. Dopo una lunga gavetta nel settore giovanile dello Jug, ha esordito nella massima divisione croata, la 1. Liga, nella stagione 2002-2003 in casa nella piscina Gruž. 
Dobud è diventato in breve tempo un centroboa dominante nel campionato, dotato di un potente tiro di destro. Giocando in una delle più forti e blasonate squadre europee che vanta tra l'altro alcuni dei migliori giocatori di sempre come il portiere Goran Volarević, il difensore Andro Bušlje, gli attaccanti Miho Bošković, Maro Joković e Paulo Obradović, i montenegrini Nikola Janović e Aleksandar Ivović e lo statunitense Tony Azevedo, Dobud ha goduto di una carriera di altissimo livello: nel suo palmarès vanta infatti nove titoli nazionali, otto Coppe di Croazia, una Lega Adriatica, una LEN Champions League vinta contro la Pro Recco per 9-7 e una Supercoppa Europea vinta contro il AN Brescia per 12-8. In Champions League è arrivato in finale per altre tre volte perdendo in tutte e tre le occasioni. 
Grazie al suo fisico mastodontico è riuscito a imporsi come uno dei migliori centroboa in circolazione sia nella fase offensiva sia in quella difensiva di gioco tanto che nel 2013 vince il premio Državna nagrada za šport Franjo Bučar come miglior pallanuotista dell'anno. Nel 2014, nonostante avesse ricevuto una squalifica per aver rifilato un pugno a un avversario del Partizan, ha rinnovato il contratto con lo Jug diventando il giocatore più pagato della squadra.
Oggi è un giocatore fondamentale per la Croazia ed è considerato uno dei centroboa più forti al mondo. La sua carriera ha però subito un durissimo stop nel 2015 quando è stato sospeso dalla FINA da ogni attività professionistica di pallanuoto per quattro anni per essersi rifiutato di sottoporsi a un controllo antidoping obbligatorio dopo un incontro della sua nazionale contro il Montenegro. Dal 19 aprile 2019 gioca con la calottina della Pro Recco nella Serie A1, al fianco di campioni come Stefano Tempesti, Matteo Aicardi, Guillermo Molina e Filip Filipović e vince uno scudetto e una Coppa Italia. Vince la LEN Champions League 2020-2021 salendo per la seconda volta sul tetto d'Europa dopo ben 15 anni dall'ultima volta.
Dal 1º luglio 2021 gioca con la calottina dello Jadran Spalato

### Nazionale
Ha esordito nella nazionale croata nel 2006 sotto la guida del CT Ratko Rudić, ma a causa della fortissima concorrenza alla posizione di centroboa e centrovasca non fece parte della compagine che ha vinto l'oro ai mondiali di Melbourne 2007, così come alle Olimpiadi di Pechino 2008. Con la calottina della sua nazionale ha vinto la medaglia d'oro alle Olimpiadi di Londra 2012 contro l'Italia per 8-6 (durante il torneo segna 12 reti totali), gli europei di Zagabria 2010 sempre contro l'Italia per 7-3 e la World League di Almaty 2012 contro la Spagna per 18-17 dopo i rigori.

## Palmarès

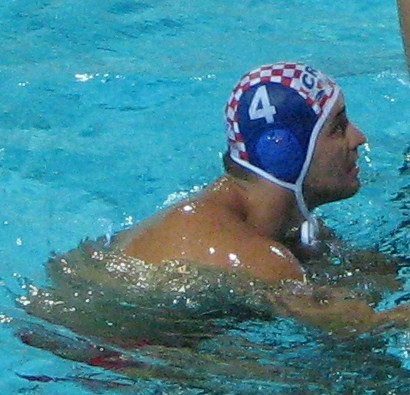
Nikša Dobud nel 2010

### Club

#### Trofei nazionali
- Campionato croato: 10

Jug Dubrovnik: 2003-2004, 2004-2005, 2005-2006, 2006-2007, 2008-2009, 2009-2010, 2010-2011, 2011-2012, 2012-2013
Jadran Spalato: 2022-2023
- Kup Hrvatske: 9

Jug Dubrovnik: 2002, 2003, 2004, 2006, 2007, 2008, 2009
Jadran Spalato: 2022
- Campionato italiano: 1

Pro Recco: 2018-2019
- Coppe Italia: 2

Pro Recco: 2018-2019, 2020-21

#### Trofei internazionali
- Lega Adriatica: 1

Jug Dubrovnik: 2008-2009
- LEN Champions League: 2

Jug Dubrovnik: 2005-2006
Pro Recco: 2020-21
- Supercoppa LEN: 1

Jug Dubrovnik: 2006

### Nazionale
- Olimpiadi

Londra 2012: 
- Europei

Zagabria 2010: 
- World League

Almaty 2012: